# Громова, Нелли Владимировна
Не́лли Влади́мировна Гро́мова (род. 18 сентября 1939, Курская область) — российский лингвист-африканист, филолог, специалист по языку и литературе суахили. Заведующая Кафедрой африканистики ИСАА при МГУ, профессор Центра антропологии Востока Факультета истории политологии и права РГГУ. Участвовала в Комплексной экспедиции Института Африки РАН в Объединённой Республике Танзания.

## Образование и учёные степени
- Восточный факультет Ленинградского государственного университета, 1961 г.
- Кандидат филологических наук, 1966 г.
- Доктор филологических наук, 1995 г.

## Основные работы
- Части речи в языках банту и принципы их разграничения. М.: Наука, 1966.
- Учебник языка суахили (в соавт.). М.: Изд-во МГУ, 1967.
- Лексикология и фразеология языка суахили (в соавт.). М.: Изд-во ВИ, 1977.
- Русско-суахили учебный словарь (в соавт.). М.: Русский язык, 1978.
- Суахили-русский словарь (в соавт.). М.: Русский язык, 1987.
- Новое в лексике современного языка суахили. М.: Изд-во МГУ, 1994.
- Теоретическая грамматика языка суахили (в соавт.). М.: Наследие, 1995.
- Русско-суахили словарь (в соавт.). М.: Наследие, 1996.
- Учебник языка суахили (в соавт.) М.: Гуманитарий Москва, 2004.
- Язык суахили в современной Танзании // Межрасовые и межэтнические отношения в современной Танзании: Труды Российской комплексной экспедиции в Объединенной Республике Танзания (сезон 2005 г.) / Отв. ред. А. В. Коротаев, Е. Б. Деминцева. М.: Институт Африки РАН, 2008. С. 84-93.
- Хрестоматия языка суахили. Учебное пособие по экстенсивному чтению. М.: Ключ-С, 2011.
- Суахили-русский словарь (в соавт.). М.: Ключ-С, 2012.
- Культурно-языковые процессы в Африке (в соавт.). М.: Ключ-С, 2015.